# Indy Eleven
El Indy Eleven es un club de fútbol profesional de Indianápolis, Indiana, Estados Unidos. El club fue fundado en el año 2013 por el empresario Ersal Ozdemir, el club juega en la USL Championship desde el 2018 luego de la extinción de la North American Soccer League desde el 2014. El nombre del club, el escudo y los colores fueron anunciados el 25 de abril de 2013. El primer entrenador del club fue Juergen Sommer.

## Historia
El 16 de enero de 2013, la extinta North American Soccer League anunció que un club de Indianápolis de la propiedad del empresario Ersal Ozdemir, CEO de Keystone Group LLC, se iba a incorporar a su liga en el año 2014. Ozdemir nombró a Peter Wilt como presidente y gerente del club, esto después de que el veterano ejecutivo de fútbol había servido en un rol de consultor para explorar la viabilidad de fútbol profesional en Indianápolis, en los tres meses previos al anuncio de enero de 2013.

## Escudo
El nombre de "Eleven" hace referencia a los once jugadores que jugaran representando Indiana y también rinde homenaje al 11º regimiento de Infantería de Indiana en la guerra civil americana, mientras que el color azul marino a cuadros de fondo es un guiño a la cultura del auto de carreras tanto de Indianápolis y el grupo de partidarios Brickyard Batallón que se acredita a menudo para traer el fútbol profesional atrás en Indianápolis. Señora de la Victoria del monumento a los Soldados y Marineros 'es el punto focal del escudo. El esquema de color es el mismo que el de la bandera cívica de Indianápolis.

## Estadio
El club tiene un acuerdo con la Universidad de Indiana para jugar sus partidos de local en el Michael Carroll Stadium ubicado en el campus de la Indiana-Purdue University, con planes a largo plazo de la construcción de un nuevo estadio ubicado en el centro de la ciudad de Indianápolis.

## Uniforme
La marca deportiva Diadora es la fabricante de los tres uniformes que lucirá el club:
- Uniforme titular: Camisa azul oscuro, pantalón azul oscuro, medias azul oscuro,
- Uniforme alternativo: Camisa blanca, pantalón blanco, medias azul oscuro.
- Tercer uniforme: Camisa roja, pantalón rojo, medias azul oscuro.

### Indumentaria y patrocinios
| Período | Proveedor |
| ------- | --------- |
| 2014 -  | Diadora   |

| Período | Patrocinador |
| ------- | ------------ |
| 2014 -  | Honda        |

## Entrenadores
- Juergen Sommer (2014-15)
- Tim Regan (2015)
- Tim Hankinson (2015-17)
- Martin Rennie (2018-2021)
- Max Rogers (2021)
- Mark Lowry (2021-2023)
- Sean McAuley (2024-presente)